# Strandvägen

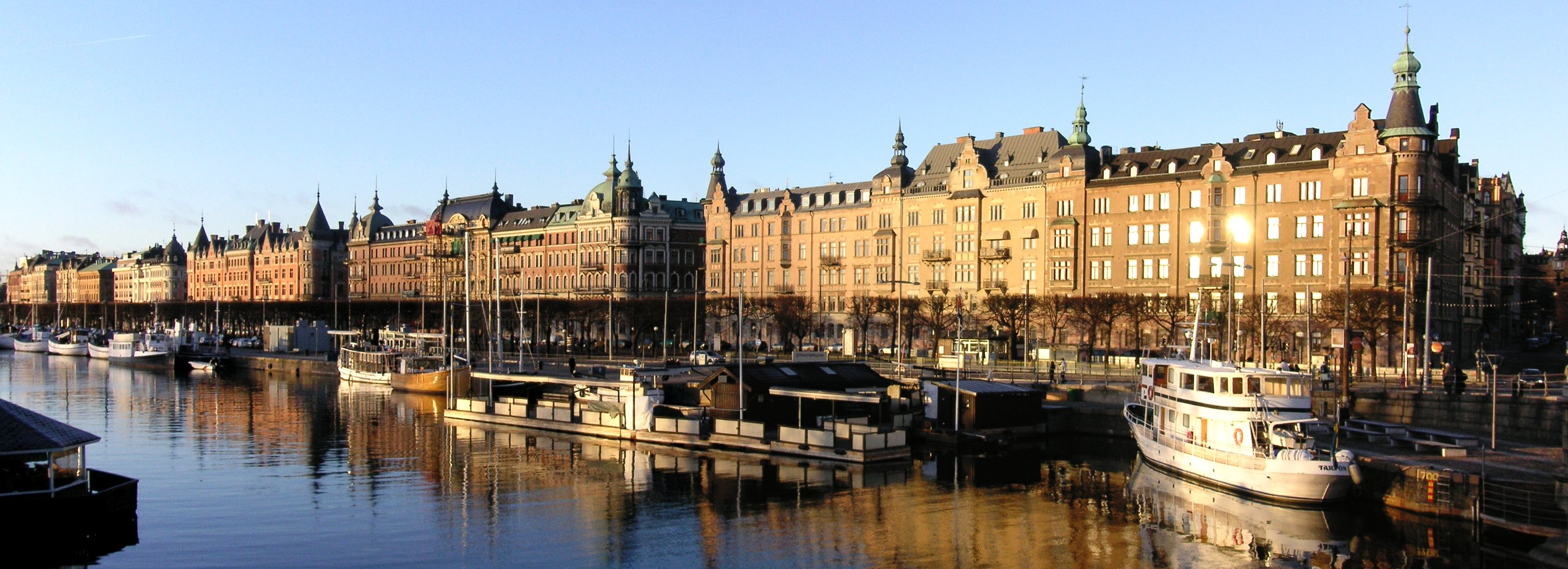
Vista panorámica de Strandvägen desde Djurgårdsbron.

Strandvägen (en sueco: "Calle de la Costa") es un bulevar en Östermalm en el centro de Estocolmo, Suecia. Completado justo a tiempo para la Exposición Universal de Estocolmo de 1897, se convirtió rápidamente en una de las zonas más prestigiosas de la ciudad.
Se extiende 1 km al este de Nybroplan. Strandvägen es interceptado por (de oeste a este) Arsenalsgatan, Nybrogatan, Sibyllegatan, Artillerigatan, Skeppargatan, Grevgatan, Styrmansgatan, Grev Magnigatan, Torstenssonsgatan, Banérgatan, Narvavägen, Djurgårdsbron, Storgatan, Ulrikagatan, y Oxenstiernsgatan. Tiene cuatro calles paralelas: Almlöfsgatan, Väpnargatan, Kaptensgatan, y Riddargatan.  Hamngatan es su continuación al oeste, y Djurgårdsbrunnsvägen al este.
El tranvía histórico de Djurgården pasa por Strandvägen. Las aguas al sur de la calle se llaman Nybroviken, Ladugårdslandsviken, y Djurgårdsbrunnsviken.

## Historia

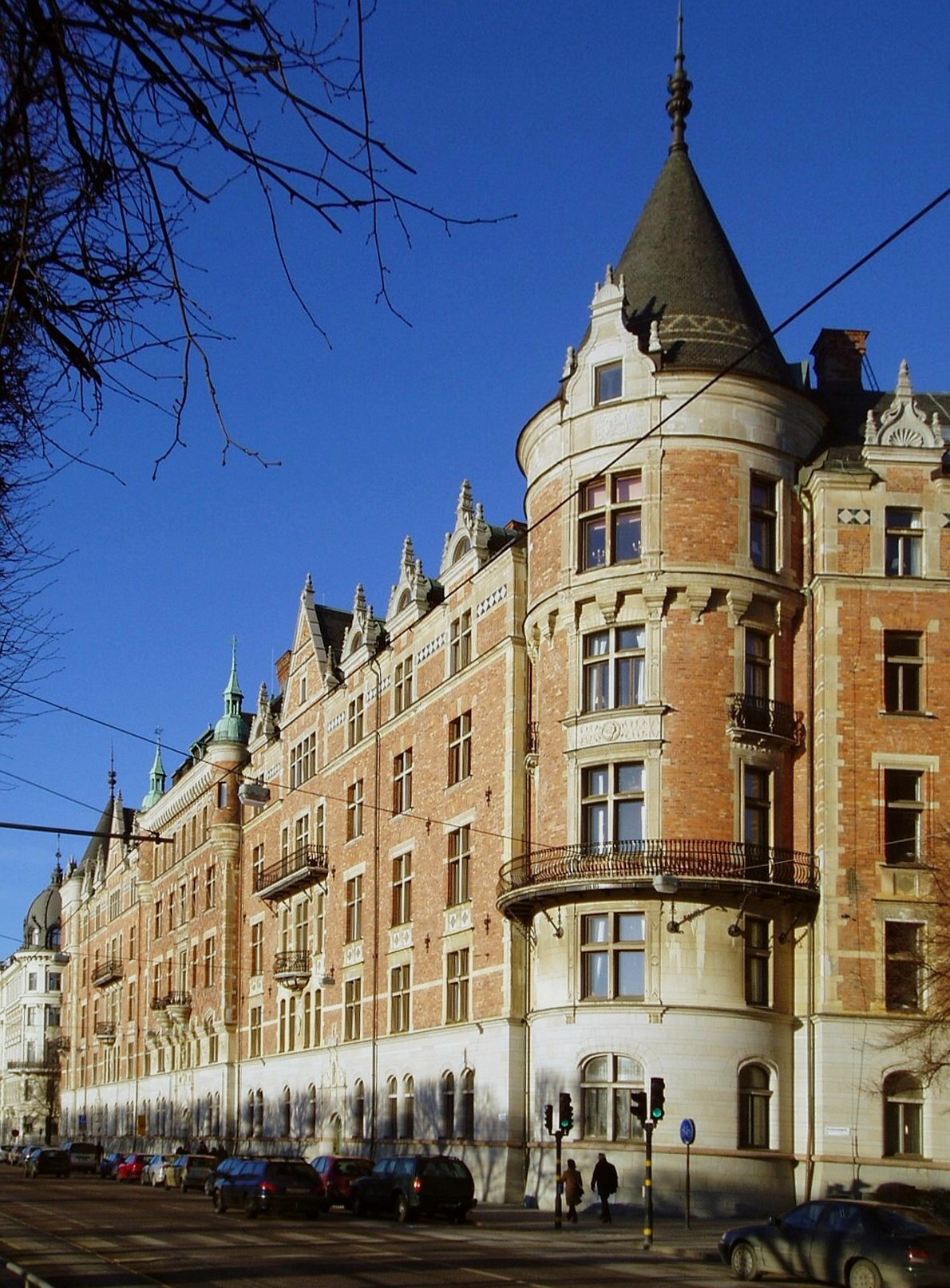
La Casa Bünsow.

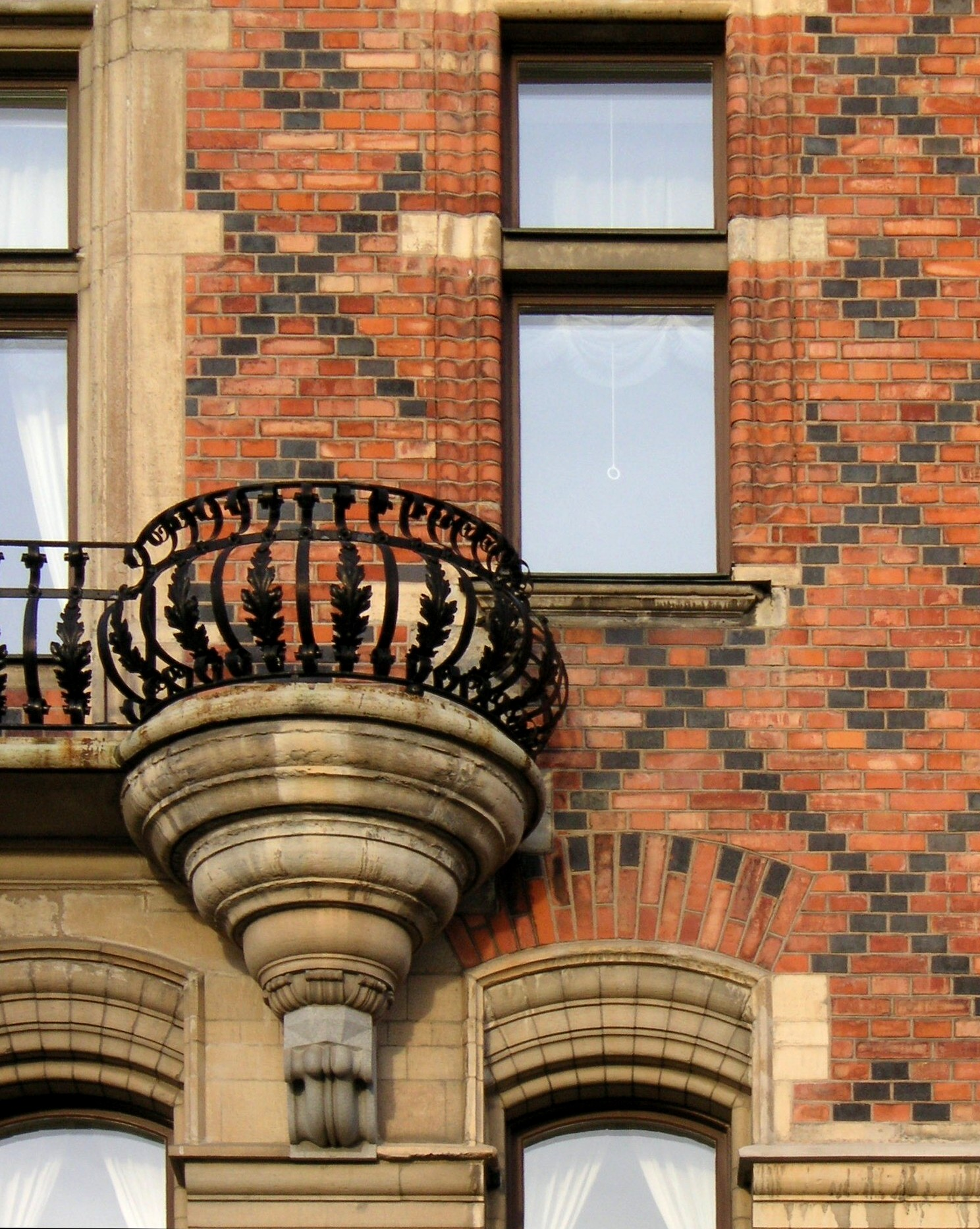
Detalle de los elaborados patrones de ladrillo de la Casa Bünsow.

La calle se menciona por primera vez como Ladugårdslands Strandgata y Strandvägen en 1885. La construcción de un muelle espectacular a lo largo del paseo marítimo se debatió por primera vez en 1857, y en dos años se presentó una propuesta para un puerto y un paseo marítimo con árboles ("una calle sin parangón en Europa"). Las obras comenzaron en 1862, pero a mediados de la década siguiente era difícil caminar a lo largo del paseo marítimo, debido a que la zona estaba todavía llena de cobertizos y chozas. Los primeros árboles en esta calle de 79 m de anchura se plantaron en 1879, y aunque la construcción de los edificios de la calle comenzó en la década de 1880, tres o cuatro de los 24 edificios se construyeron en la década siguiente. Sin embargo, poco antes de la Exposición Universal de 1897, la calle era transitable para peatones y vehículos.
La Casa Bünsow (Bünsowska huset) en el número 29–33, construida en 1886–88, estableció una norma, no solo para toda la calle, sino para la arquitectura de Suecia en la década de 1890. Se llama en honor a Friedrich Bünsow, quien hizo una fortuna con madera y también embelleció el centro de Sundsvall con el mismo tipo de arquitectura lujosa. El concurso arquitectónico de la parcela de Strandvägen fue ganado por el joven arquitecto Isak Gustaf Clason quien estaba estudiando la arquitectura renacentista en el Valle del Loira durante el concurso. Desde allí importó las torres, las buhardillas, y los "materiales honestos" (ladrillo visto en lugar del yeso que dominó la arquitectura sueca durante las décadas precedentes). En la novela de 1895 Förvillelser, el autor Hjalmar Söderberg describió el edificio como "el poema de un caballero desafiante y brillante en piedra".
Aunque la Casa Bünsow estableció la norma para la calle, fue una excepción en que fue encargada por uno de los futuros residentes. Los constructores del resto de edificios en Strandvägen eran conscientes del valor de la prestigiosa localización, y por tanto encargaron a algunos de los mejores arquitectos de la época que diseñaran tanto las fachadas como los apartamentos de 5–10 habitaciones para atraer a sus exclusivos clientes. Desde el comienzo, los alquileres de la mayoría de los apartamentos situados justo detrás de las fachadas superaron los sueldos medios. Sin embargo, los apartamentos más pequeños en los patios traseros fueron pensados para personas con bajos ingresos.
Desde 2005 se han realizado obras para transformar Strandvägen en una zona más atractiva para peatones y barcos: las aceras se están pavimentando con granito, se está unificando el diseño de farolas, bancos y papeleras, mientras que los coches son confinados a aparcamientos subterráneos.

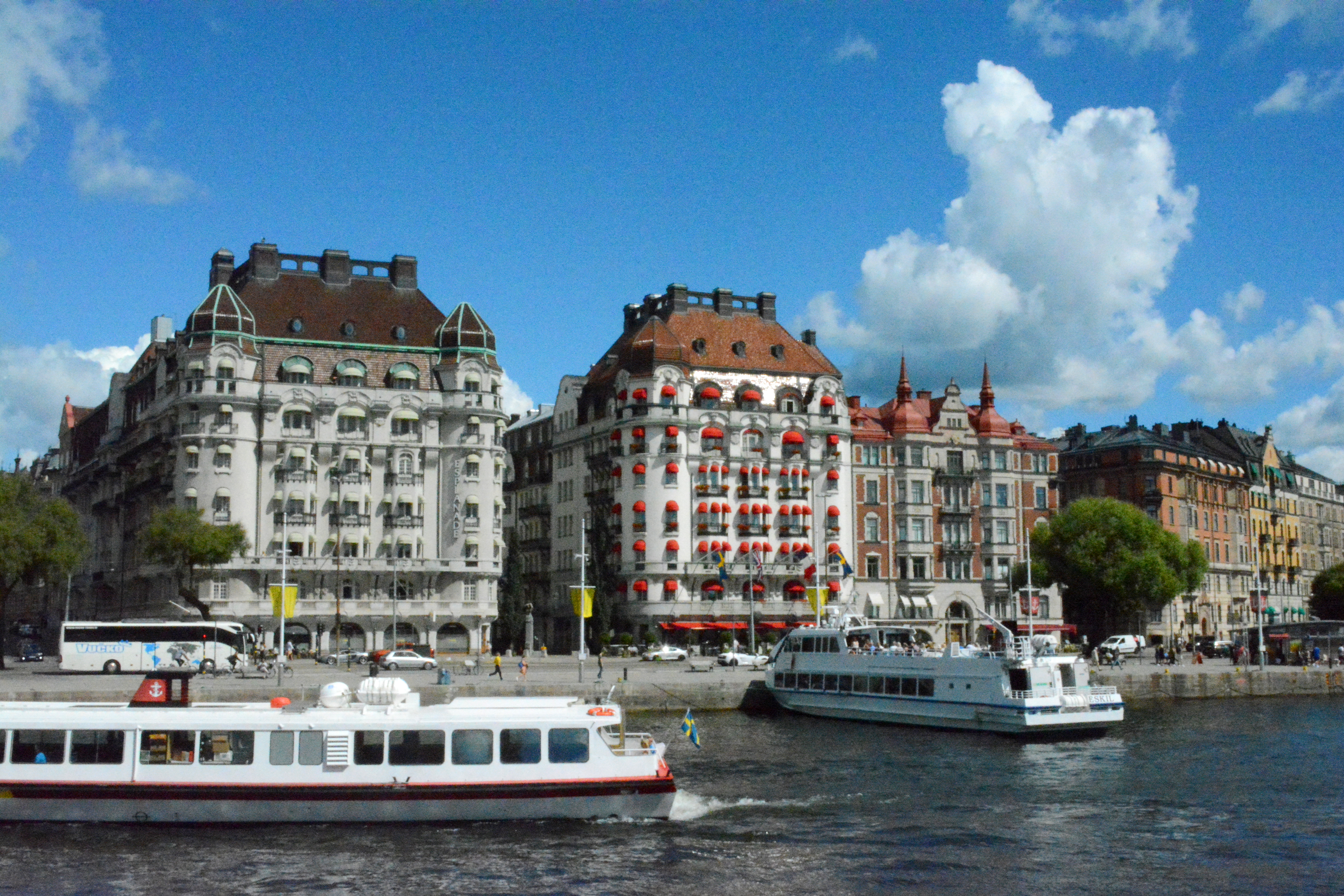
Vista panorámica de Strandvägen desde Blasieholmen.